# Forlænget spilletid
Forlænget spilletid er en ekstra spilleperiode som bruges i visse sportsgrene hvis en sportskamp er endt uafgjort efter den normale spilletid. Det kan enten gælde alle kampe i pågældende sportsgren eller være begrænset til turneringsformer (cup-turneringer) hvor der nødvendigvis skal findes en vinder i hver kamp af hensyn til turneringsafviklingen.

## Fodbold
I fodbold varer den forlængede spilletid 30 minutter bestående af to perioder på 15 minutter. Hvis stillingen i en fodboldkamp stadig er uafgjort efter forlænget spilletid, afgøres kampen som regel i en straffesparkskonkurrence. Dog benytter ikke alle fodboldturneringer sig af det. Dette er f.eks. tilfældet for turneringerne i CONMEBOL, der kun bruger den forlængede spilletid til at afgøre finalerne. 

## Basketball
I basketball er der forlænget spilletid (Over TIme), hvis stillingen står lige, når fjerde quarter er slut. Denne forlængede spilletid varer fem minutter, og hvis stillingen stadig står lige efter den tid er gået, bliver der  spillet fem minutter ekstra. Hvis denne forlængede spilletid heller ikke kan afgøre det, spilles der en ekstra omgang og så videre. Der er aldrig golden goal eller sudden death. Den længste forlængede spilletid i NBA var 6 forlængede spilletider.